# Elsinoë centrolobii
Elsinoë centrolobii är en svampart som beskrevs av Bitanc. & Jenkins 1950. Elsinoë centrolobii ingår i släktet Elsinoë och familjen Elsinoaceae.   Inga underarter finns listade i Catalogue of Life.